# Amsterdamscheveld
Amsterdamscheveld ist ein Ortsteil von Erica in der Gemeinde Emmen in der niederländischen Provinz Drenthe.

## Geografie
Amsterdamscheveld befindet sich im südwestlichen Teil des Gemeindegebiets von Emmen an der Verbindungsstraße von Erica nach Schoonebeek, etwa 4,5 Kilometer südlich verläuft die deutsch-niederländische Grenze. Durch den Ort fließt der Dommerskanaal.

### Nachbarorte
| Nieuw-Amsterdam | Erica                                       | Barger-Oosterveen |
| Zandpol         | Kompassrose, die auf Nachbargemeinden zeigt | Weiteveen         |
| Schoonebeek     | Oosterse Bos                                | Nieuw-Schoonebeek |

## Geschichte
In der Mitte des 19. Jahrhunderts kauften Investoren aus Amsterdam, die Drentsche Landontginning Maatschappij (deutsch Landerschließungs-Gesellschaft Drente), ein Moorgebiet und nannten es nach ihrer Heimatstadt das Amsterdamsche Veld. In den ersten Jahren wurde das Gebiet für die Jagd benutzt. Die Leitung der Gesellschaft hatte Lodewijk Dommers inne, nach dem der Dommerskanaal benannt wurde. Im Jahr 1909 kaufte die Torffabrik Griendtsveen das Land. Am Dommerskanaal entstand eine Siedlung für die Arbeiter der Fabrik, diese erhielt den Namen Amsterdamscheveld.

## Park
Im Jahr 1985 wurde der Griendtsveenpark in Amsterdamscheveld eröffnet. Errichtet wurde die Anlage auf Initiative von Einwohnern, dem Nachbarschafts- und Interessenverband „de Peel“ und ansässigen Unternehmen. Der Park beherbergt verschiedene Tiere wie zum Beispiel Schafe, Hühner, Hirsche, Ponys und Pfauen. Seit 2013 wird der Park durch die Stiftung Griendtsveenpark verwaltet.